# Karaczany Hiszpanii
Karaczany Hiszpanii – ogół taksonów owadów z rzędu karaczanów (Blattodea) stwierdzonych na terenie Hiszpanii.

## Karaczanowate(Blattidae)
- Periplaneta americana (Linnaeus, 1758)[1] – przybyszka amerykańska

## Polyphagidae
- Heterogamisca bifoveolata (Bolivar, 1914)[2]

## Prusakowate(Blattellidae)
- Blattella germanica (Linnaeus, 1767)[3] – karaczan prusak
- Capraiellus panzeri (Stephens, 1835)[4]
- Ectobius brunneri Seoane, 1879[5]
- Ectobius lucidus (Hagenbach, 1822)[6]
- Ectobius pallidus (Olivier, 1789)[7]
- Ectobius pyrenaicus Bohn, 1989[8]
- Loboptera andalusica Bohn, 1991[9]
- Loboptera barbarae Bohn, 1991[10]
- Loboptera canariensis Chopard, 1954[11]
- Loboptera decipiens (Germar, 1817)[12]
- Loboptera delafrontera Bohn, 1991[13]
- Loboptera hispanica Harz, 1975[14]
- Loboptera jensi Bohn, 1991[15]
- Loboptera juergeni Bohn, 1991[16]
- Luridiblatta trivittata (Serville, 1839)[17]
- Phyllodromica acarinata Bohn, 1999[18]
- Phyllodromica acuminata Bohn, 1999[18]
- Phyllodromica adspersa (Bolivar, 1897) – endemit Balearów[19]
- Phyllodromica agenjoi Harz, 1971[20]
- Phyllodromica atlantica Bohn, 1999[18]
- Phyllodromica baetica (Bolivar, 1884)[20]
- Phyllodromica barbata Bohn, 1999[18]
- Phyllodromica bolivariana Bohn, 1999[18]
- Phyllodromica brevisacculata Bohn, 1999[18]
- Phyllodromica carpetana (Bolívar, 1873)[18]
- Phyllodromica chopardi Fernandes, 1962[21]
- Phyllodromica clavisacculata Bohn, 1999[18]
- Phyllodromica coniformis Bohn, 1993[22]
- Phyllodromica crassirostris Bohn, 1999[18]
- Phyllodromica delospuertos Bohn, 1999[18]
- Phyllodromica erythrura Bohn, 1992[20]
- Phyllodromica fernandesiana Bohn, 1999[18]
- Phyllodromica globososacculata Bohn, 1999[18]
- Phyllodromica horstbohni Paris, 1994[23]
- Phyllodromica iberica Knebelsberger & Miller, 2007[24]
- Phyllodromica intermedia Bohn, 1992[20]
- Phyllodromica javalambrensis Bohn, 1999[18]
- Phyllodromica krausei Bohn, 1992[20]
- Phyllodromica laticarinata Bohn, 1999[18]
- Phyllodromica llorenteae Harz, 1971 – endemit Balearów[25]
- Phyllodromica maculosa Bohn, 1992[20]
- Phyllodromica moralesi Fernandes, 1962[18]
- Phyllodromica paludicola Bohn, 1992[20]
- Phyllodromica panteli (Bolivar, 1921)[22]
- Phyllodromica porosa Bohn, 1999[18]
- Phyllodromica princisi Fernandes, 1962[26]
- Phyllodromica quadracantha Knebelsberger & Miller, 2007[27]
- Phyllodromica rhomboidea Bohn, 1999[18]
- Phyllodromica sacarraoi Fernandes, 1967[18]
- Phyllodromica septentrionalis Bohn, 1999[18]
- Phyllodromica striolata Bohn, 1992[20]
- Phyllodromica subaptera (Rambur, 1838)[27]
- Phyllodromica sulcata Bohn, 1999[18]
- Phyllodromica tenebricosa Bohn, 1999[18]
- Phyllodromica tenuirostris Bohn, 1999[18]